# Cataratas Chitrakoot
Las cataratas Chitrakot (o Chitrakut) es una gran catarata en forma de herradura situada a unos 40 km al oeste de Jagdalpur, en el distrito de Bastar, en el estado indio de Chhattisgarh. El salto se encuentra en el río Indravati, un afluente del río Godavari y su altura es de unos 29 metros (100 pies). Las cataratas también son conocidas como las Niágara indias y son las cataratas de mayor amplitud (anchura) de la India.
Las cataratas cambian mucho dependiendo de la época del año, ya que el nivel del agua en el río desciende drásticamente durante el verano. Sin embargo, durante el monzón, el flujo del río supera ambas riberas y discurre con mucha fuerza arrastrando gran cantidad de limo y cieno. Esto en cierta forma contrasta con las cataratas Jog, que tienen un agua que se ve blanca durante el monzón. Aquí ocurre al contrario, y durante el verano, cuando acude la mayoría de sus visitantes, las cataratas son mucho más estrechas, formando varias cascadas, y el agua no lleva limo y parece blanca. (esta es la imagen que se muestra en el sitio web de turismo del gobierno.)
La mayor parte del área alrededor de las cataratas está cubierta de bosques. 

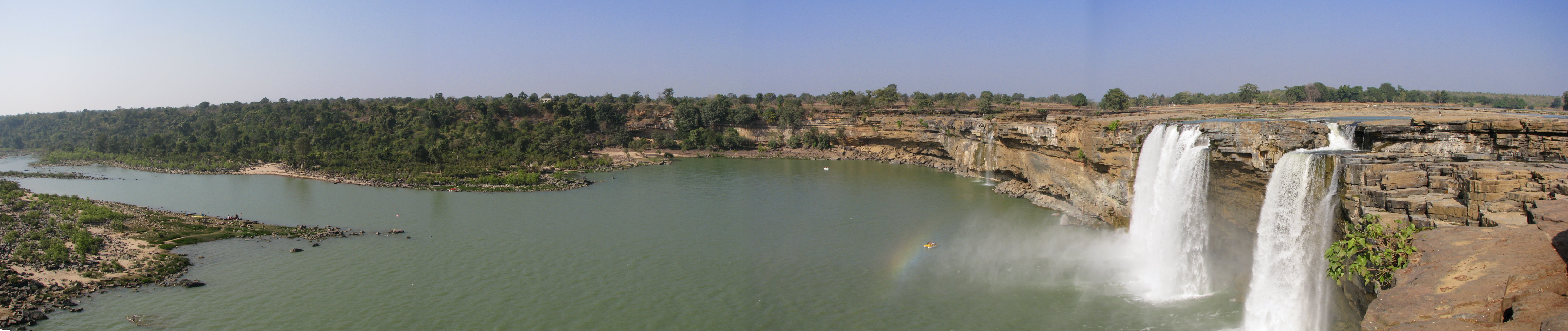
Vista panorámica en diciembre